# John J. Strauss
John Jerome Strauss (Brentwood, 8 novembre 1957) è uno sceneggiatore statunitense.
I suoi lavori includono le sceneggiature di Tutti pazzi per Mary (1998), Top model per caso (2001), Lizzie McGuire - Da liceale a popstar (2003), Un allenatore in palla (2006), Uno zoo in fuga (2006) e Ancora tu! (2010); in ambito televisivo, Decter ha scritto Crescere, che fatica! (1993 - 2000), Me and the Boys (1994 - 1995) e Odd Man Out (1999 - 2000). Numerosi suoi lavori sono firmati insieme al collega Ed Decter.